# 三段崎為之
三段崎 為之（みたざき ためゆき）は、戦国時代から安土桃山時代にかけての武将。朝倉氏の家臣。

## 略歴
三段崎氏は朝倉高景を祖とする朝倉氏の庶流。為之は強弓の使い手として知られる猛将であった。
天正元年（1573年）の織田信長の越前国侵攻の際、為之は殿を務め一乗谷城の戦いで織田家臣山内一豊に挑まれ、重傷を負わすも逆に殺された。首は織田家臣の大塩正貞が取り、一豊に渡したという。また弟も剛勇で知られたが、一旦は助太刀した兄を見捨てて退き、その戦いで戦死したという。同合戦で織田方に討ち取られた武将の中にある三段崎六郎は勘右衛門かあるいはその弟と推定される。
なお、三段崎氏の子孫は後に医師・谷野一栢に弟子入りし、朝倉氏の滅亡後は、福井県で代々医業を生業としたという。

## 演じた俳優
- 市川海老三郎（山内一豊の妻、1939年、映画）  ※役名：三段崎助右衛門
- 長江英和（司馬遼太郎の功名が辻、1997年、ANB）
- 岡田正典（功名が辻、2006年、NHK大河ドラマ）